# 유언검인
유언검인(檢認, probate)이란 미국법의 제도로 유언 검인 법원에서 사망자의 유언에 대한 사실 유무를 알아보고 상속분배를 어떻게 할 것인가 결정하는 법정관리를 말한다.  미국에선 보통 유산상속을 받게 되는 직계가족에게 바로 상속되지 않고 이 상속과정에 법원이 깊게 관여하게 되는데 유언검인절차이다. 법원에 의해 유언검인 절차가 시작되면 법원수수료, 재산평가사 및 변호사 비용 등이 들어가 많은 비용이 들 수 있다.

## 같이 보기
- 상속

## 참고 문헌
- 누구든지 리빙 트러스트를 만들어야 한다. 2011-11-03[깨진 링크(과거 내용 찾기)]
- 은퇴계획의 필요성